# IC 3912
IC 3912 је појединачна звијезда у сазвјежђу Ловачки пси која се налази на листи објеката дубоког неба у Индекс каталогу.
Деклинација објекта је + 39° 54' 38" а ректасцензија 12h 56m 7,7s.